# Blanca Wiethüchter
Blanca Wiethüchter López (La Paz, 1947 - 16 tháng 10 năm 2004) là một nhà văn, nhà sử học và nhà xuất bản người Bolivia. Cha mẹ của Wiethüchter là người nhập cư từ nước Đức. Cô trở thành một trong những tác giả bí ẩn và được công nhận nhất của văn học Bolivia trong thế kỷ 20 và 21. Cô đã xuất bản các bài tiểu luận, truyện ngắn và thơ. Hers là một trong những giọng nữ mang tính biểu tượng của thơ ca Bolivia cuối thế kỷ 20. Sự nghiệp viết văn của cô kéo dài ba thập kỷ, từ giữa những năm 1970 cho đến khi cô qua đời vào năm 2004. Cô tốt nghiệp ngành Văn thư từ Đại học San Andrés và Học khoa học từ Sorbonne; sau đó cô đã lấy bằng Thạc sĩ Văn học Mỹ Latinh tại Đại học Paris. Wiethüchter là biên tập viên của phần bổ trợ văn hóa trong "La Hormiga Eléctrica" trong các tạp chí văn học "" Hipótesis "và" Piedra Imán ". Cô từng là giám đốc biên tập của "" Hombrecito sentado "và" Mujercita Sentada ""; và là người đồng sáng lập không gian văn hóa Puraduralubia (1993). Cô giảng dạy tại Đại học Công giáo Bôlivia và Đại học San Andrés. Wiethüchter qua đời năm 2004 tại Namababamba.
Wiethüchter kết hôn với nhà soạn nhạc, Alberto Villalpando và họ có ba cô con gái. Cô chết ở Cochabamba vào năm 2004 và tro cốt của được rải trên hồ Titicaca.